# 曹忠良
曹忠良（1963年7月—），男，汉族，河南陕县人，中华人民共和国政治人物。在职研究生学历。现任开封市政协主席。

## 生平
1983年7月参加工作。1987年1月加入中国共产党。历任河南省人民检察院检察员，职务犯罪预防处处长，宣传处处长；商丘市人民检察院检察长；中共安阳市委常委、政法委书记。
2022年1月，任开封市政协党组书记。2月当选主席。